# Železná koruna
Železná koruna je dvoudílné literární dílo spisovatele Václava Kaplického, sepsané během jeho pobytu v Pekle, části  Raspenavy, ve Frýdlantském výběžku v okrese Liberec. První část, nazvaná Dobré srdce císařovo, vyšla v roce 1954. O třináct let později, roku 1967, ji následoval druhý díl pojmenovaný Kovář z Řasnice. V díle jsou popisovány osudy českého lidu v době po podepsání vestfálského míru, který roku 1648 ukončil boje třicetileté války.

## Obsah
Podepsaný mír potvrdil skutečnost, že České země zůstanou pod vládou Habsburků, jež v nich vládli již od roku 1526. Zesílil navíc útlak feudálů (majitelů panství) vůči poddaným, neboť země byla hospodářsky vyčerpaná válečnými útrapami. Intenzita odporu nevolníků v Čechách přiměla panovníka Leopolda I., aby roku 1680 vydal robotní patent, jenž útrapy poddaných zmírňoval. Šlechta však vydaný patent příliš nerespektovala a ve vysokých nárocích na poddané pokračovala. Ti proti tomu povstali a do čela jejich odporu se postavil Ondřej Stelzig, kovář z Dolní Řasnice.